# Présidence de Calvin Coolidge
30e président des États-Unis
Présidence de Warren G. Harding Présidence de Herbert Hoover
La présidence de Calvin Coolidge débuta le 2 août 1923, date de l'investiture de Calvin Coolidge en tant que 30e président des États-Unis, et prit fin le 4 mars 1929. Membre du Parti républicain, Coolidge était vice-président des États-Unis depuis 2 ans et 151 jours lorsqu'il accéda à la fonction suprême après la mort soudaine du président en exercice Warren G. Harding. Élu pour un mandat complet de quatre ans en 1924, Coolidge se forgea une réputation de conservateur partisan d'un interventionnisme limité du gouvernement fédéral. Son secrétaire au Commerce Herbert Hoover, vainqueur de l'élection présidentielle de 1928, lui succéda à la Maison-Blanche. 
Désireux de tourner la page des scandales de l'administration Harding, Coolidge se débarrassa rapidement de la plupart des individus impliqués dans ces affaires. Il présida à une économie forte et chercha à réduire le rôle du gouvernement fédéral en matière de régulation. Avec l'aide de son secrétaire au Trésor Andrew Mellon, Coolidge baissa massivement les impôts à trois reprises et utilisa les pouvoirs qui lui étaient conférés par le tarif Fordney-McCumber de 1922 pour maintenir les droits de douane à un niveau élevé afin de protéger l'industrie américaine. Il mit en revanche son veto à une loi sur l'aide aux agriculteurs qui aurait impliqué le gouvernement fédéral dans la résolution d'une crise agricole prolongée qui touchait une partie du monde rural. La vigueur de l'économie et la restriction des dépenses publiques eurent pour effet d'engendrer des excédents budgétaires constants ainsi qu'une baisse de la dette fédérale globale qui diminua d'un quart sous la présidence de Coolidge. Ce dernier promulgua également la loi sur l'immigration de 1924 qui limitait considérablement l'arrivée de nouveaux migrants aux États-Unis. Dans le domaine de la politique étrangère, Coolidge confirma le refus de son pays d'intégrer la Société des Nations, ce qui ne l'empêcha pas de s'entretenir avec les dirigeants étrangers et de soutenir le pacte Briand-Kellogg de 1928.
Tout au long de sa présidence, Coolidge jouit d'une popularité importante et sa décision de ne pas se représenter en 1928 surprit les observateurs. L'opinion publique se retourna toutefois contre lui quelques mois après son départ, alors que les États-Unis étaient frappés de plein fouet par la Grande Dépression ; Coolidge fut pointé du doigt pour sa responsabilité dans le déclenchement de la crise, en particulier son incapacité à mettre un frein à la spéculation sauvage qui avait acculé des milliers de personnes à la ruine. Son héritage fut réévalué sous l'administration de Ronald Reagan, mais les appréciations finales sur son mandat restent partagées entre ceux qui approuvent sa réduction des programmes fédéraux et ceux qui considèrent que l'État devrait être plus impliqué dans le contrôle et la réglementation de l'économie. Ses initiatives en faveur de l'égalité raciale sont cependant saluées par l'ensemble du spectre politique.

## Accession à la présidence
Gouverneur du Massachusetts de 1919 à 1921, Calvin Coolidge avait été choisi en vue de l'élection présidentielle de 1920 pour figurer sur le « ticket » républicain en tant que colistier de Warren G. Harding. Le scrutin fut remporté par les républicains et Coolidge devint vice-président. Le 2 août 1923, le président Harding mourut lors d'une tournée en Californie. Coolidge était alors dans le Vermont dans la maison de sa famille lorsqu'il apprit la mort de Harding par un messager. Son père, un notaire public, administra le serment de la présidence dans le salon familial à la lueur d'une lampe à pétrole à 2 h 47 le 3 août. Il se rendit à Washington le lendemain et il prêta à nouveau serment avec le juge Adolph A. Hoehling, Jr. de la cour suprême du district de Columbia car il n'était pas certain qu'un notaire disposait de l'autorité suffisante pour administrer le serment présidentiel. Coolidge s'adressa au Congrès lorsque celui-ci se réunit à nouveau le 6 décembre suivant dans un discours qui faisait de nombreuses références aux idées de Harding, dont des restrictions sur l'immigration, le vote du budget et le besoin pour le gouvernement fédéral d'arbitrer les grèves des mineurs de charbon en Pennsylvanie,.

## Composition du gouvernement
Même si de nombreux membres du cabinet de Harding étaient empêtrés dans des scandales, Coolidge annonça qu'il ne demanderait aucune démission, pensant que comme le peuple avait élu Harding, il devait poursuivre la présidence de ce dernier au moins jusqu'à la prochaine élection. Il conserva auprès de lui Judson T. Welliver, le compétent rédacteur de discours de son prédécesseur, qui fut remplacé par Stuart Crawford en novembre 1925. Coolidge nomma également C. Bascom Slemp, un représentant de Virginie et politicien expérimenté, pour travailler conjointement avec Edward T. Clark, un républicain du Massachusetts qui faisait partie de son équipe à la vice-présidence, en tant que « secrétaires du président », une position équivalente à celle de l'actuel chef de cabinet de la Maison-Blanche.
Le membre le plus influent du cabinet Coolidge fut probablement le secrétaire au Trésor Andrew Mellon qui avait la haute main sur la politique fiscale de l'administration et était considéré par beaucoup, y compris par le représentant démocrate du Texas John Nance Garner, comme étant plus puissant que Coolidge lui-même. Le secrétaire au Commerce Herbert Hoover joua également un rôle de premier plan au sein du cabinet, en partie du fait de sa réputation d'homme favorable aux milieux d'affaires. Quant au secrétaire d'État Charles Evans Hughes, il dirigea la politique étrangère américaine jusqu'à sa démission en 1925, à la suite de la réélection de Coolidge ; il fut remplacé par Frank B. Kellog qui avait servi en qualité de sénateur et d'ambassadeur au Royaume-Uni. Après sa victoire à l'élection de 1924, Coolidge nomma William M. Jardine au poste de secrétaire à l'Agriculture et John G. Sargent à celui de procureur général. Le président voulait initialement confier le département de la Justice à Charles B. Warren mais la nomination de celui-ci fut rejetée par le Sénat — une première depuis 1868 — et la Maison-Blanche se rabattit alors sur Sargent. Coolidge n'eut pas de vice-président au cours de son premier mandat mais cette vacance fut comblée en 1925 par Charles Dawes, qui se disputa entre autres avec Coolidge au sujet de la politique agricole.

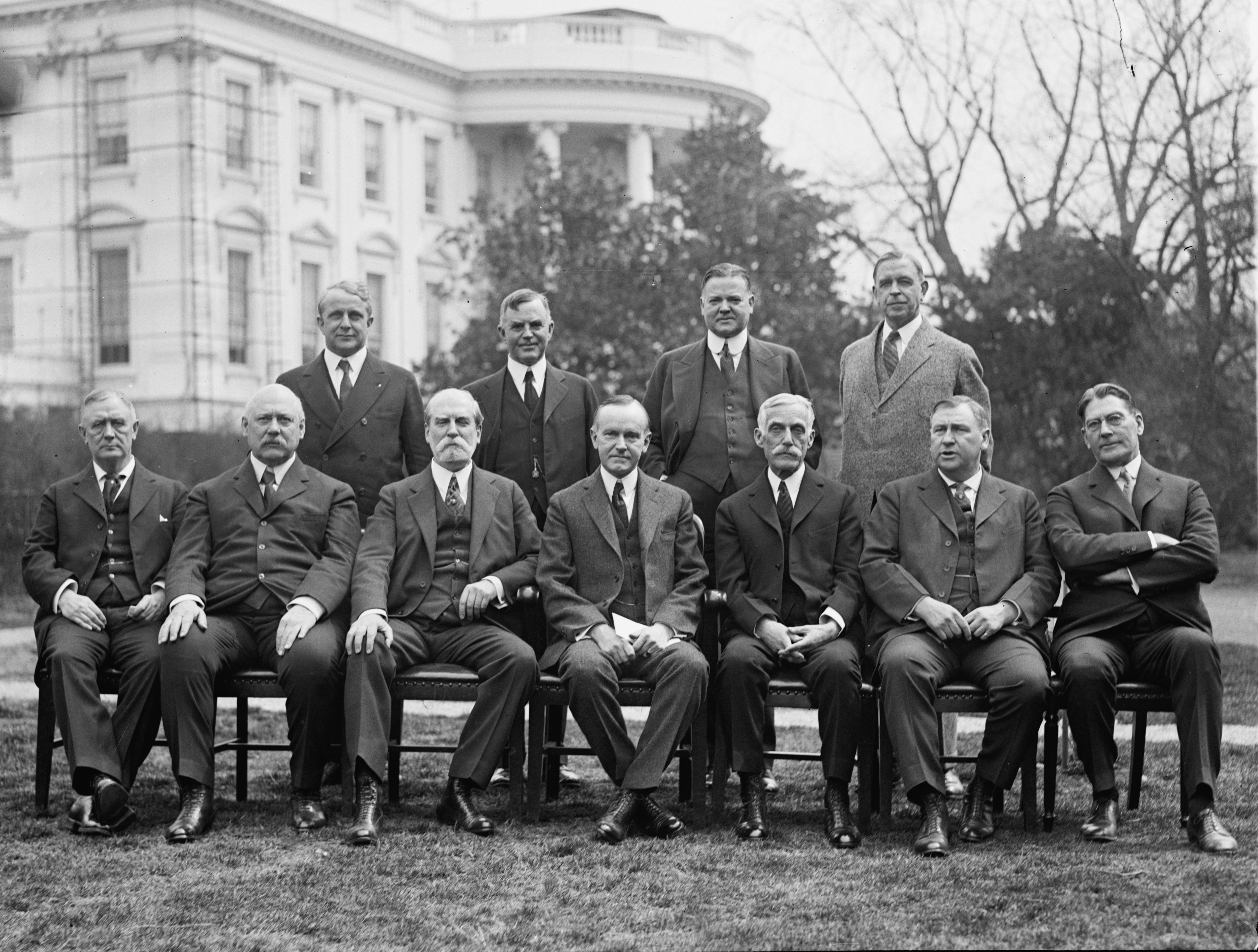
Le cabinet Coolidge photographié en 1924 à l'extérieur de la Maison-Blanche. Au premier rang, de gauche à droite : Harry Stewart New, John W. Weeks, Charles Evans Hughes, Calvin Coolidge, Andrew Mellon, Harlan F. Stone et Curtis D. Wilbur ; au second rang, de gauche à droite : James J. Davis, Henry C. Wallace, Herbert Hoover et Hubert Work.

## Nominations judiciaires
Coolidge nomma un juge à la Cour suprême, Harlan Fiske Stone, qui succéda en 1925 à Joseph McKenna, mort la même année. Stone était un ancien camarade de Amherst, un avocat de Wall Street et un républicain conservateur. Il était doyen de la Columbia Law School lorsque Coolidge le nomma procureur général en 1924 pour restaurer la réputation de la fonction ternie par le procureur général de Harding, Harry M. Daugherty. Dans le cadre de ses fonctions, Stone fut un fervent défenseur du principe de retenue judiciaire et, par la suite, l'un des juges de la Cour les plus favorables au New Deal.
En plus de cette nomination à la Cour suprême, Coolidge nomma 17 juges aux cours fédérales d'appel et 61 juges aux cours de districts. Il nomma également des juges à divers tribunaux spécialisés dont Genevieve R. Cline qui devint la première femme dans une juridiction fédérale lorsque Coolidge la plaça à l'United States Court of International Trade en 1928. Coolidge signa également le Judiciary Act de 1925 qui permettait à la Cour suprême de mieux choisir ses dossiers pour réduire sa charge de travail.

## Politique étrangère

### Société des Nations et Cour de justice internationale
Même s'il n'était pas un isolationniste, Coolidge était réticent à l'idée d'entrer dans des alliances internationales. Coolidge voyait dans le raz-de-marée républicain de 1920 la preuve d'un rejet de l'idée de Woodrow Wilson selon laquelle les États-Unis devaient rejoindre la Société des Nations (SDN). Sans être opposé à la Société, il considérait qu'en l'état, elle ne servait pas les intérêts américains et ne défendit pas une adhésion. Il se prononça en revanche pour que les États-Unis rejoignent la Cour permanente de justice internationale à la condition que le pays ne soit pas contraint par ses décisions. Le Congrès accepta finalement de rejoindre la Cour avec des réserves en 1926. La SDN accepta les réserves mais suggéra quelques modifications qui ne furent jamais approuvées par le Sénat et les États-Unis ne rejoignirent jamais la Cour.

### Désarmement et renoncement à la guerre

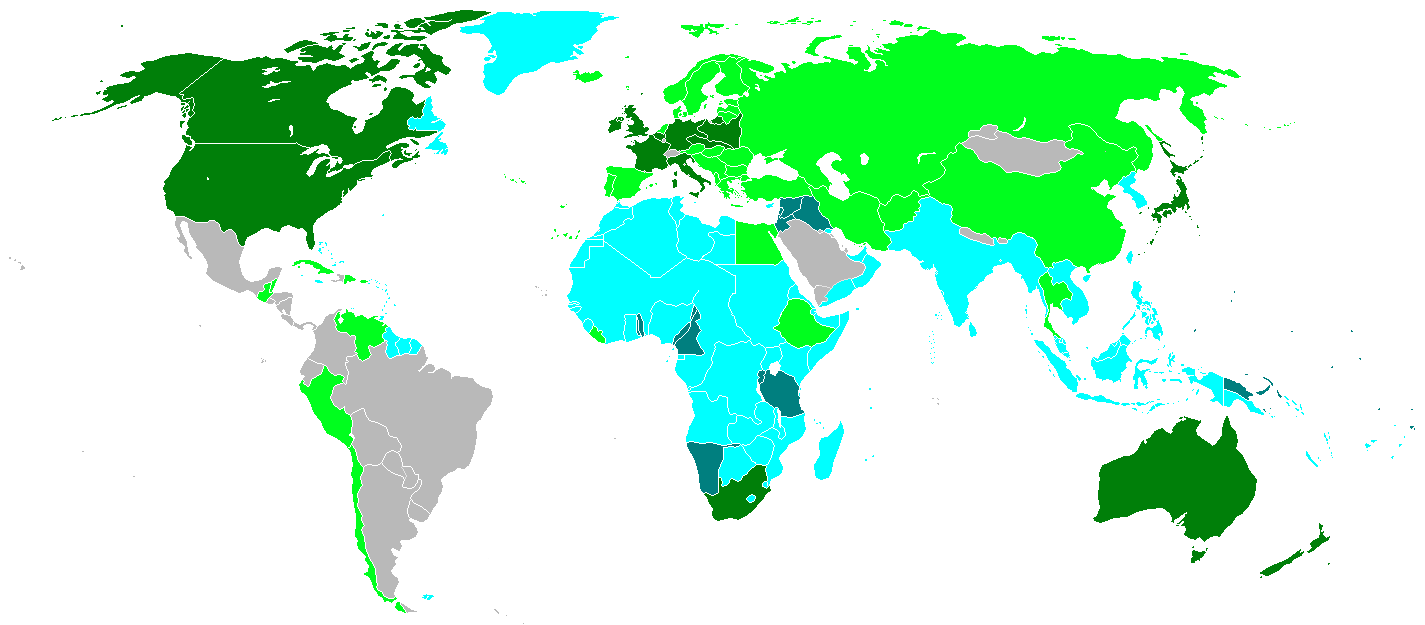
États signataires du pacte Briand-Kellogg. En vert foncé, les premiers signataires ; en vert, les adhérents suivants ; en bleu clair, les territoires des parties ; en bleu foncé, les territoires sous mandat de la Société des Nations, administrés par les parties.

L'initiative la plus connue de Coolidge fut le pacte Briand-Kellogg de 1928, nommé d'après le secrétaire d'État américain Frank B. Kellogg, qui reçut le prix Nobel de la paix pour cet accord, et le ministre des Affaires étrangères français Aristide Briand. Le traité ratifié en 1929 prévoyait que les États-Unis, le Royaume-Uni, la France, l'Allemagne, l'Italie et le Japon « condamnaient le recours à la guerre pour le règlement des différends internationaux et y renonçaient en tant qu'instrument de politique nationale dans leurs relations mutuelles ». Si le traité ne permit pas d'« interdire » la guerre, il posa les bases des lois internationales établies après la Seconde Guerre mondiale,.
Impressionné par le succès de la conférence navale de Washington de 1921-1922, Coolidge plaida en faveur d'un nouveau sommet international afin de traiter des enjeux relatifs aux affaires navales, en particulier la limitation du nombre de navires dont le tonnage était inférieur à 10 000 tonnes. La conférence navale de Genève de 1927 se solda néanmoins par un échec en raison du désistement de la France et du fait que la plupart des délégués étaient des amiraux qui ne souhaitaient pas voir encadrée la taille de leurs flottes.

### Amérique latine
Coolidge nomma son ami proche Dwight Morrow au Mexique en tant qu'ambassadeur. À la suite de la révolution mexicaine (1910-1920), les États-Unis avaient refusé de reconnaître le gouvernement d'Álvaro Obregón, qui avait été l'un des meneurs de ce soulèvement. Le secrétaire d'État Hughes s'était cependant efforcé de normaliser les relations avec le Mexique sous la présidence de Harding et Coolidge poursuivit dans cette voie en reconnaissant officiellement le gouvernement mexicain en 1923. Afin de venir en aide à Obregón qui faisait face à une rébellion, Coolidge mit fin à l'embargo qui pesait sur le Mexique et exhorta les banques américaines à prêter de l'argent aux autorités de ce pays. En 1924, le Mexique élut un nouveau président en la personne de Plutarco Elías Calles, dont une partie du programme visait à limiter les revendications de propriété américaines et à s'emparer des biens de l'Église catholique. L'ambassadeur Morrow convainquit toutefois Calles de garantir les titres de propriété américains antérieurs à 1917 et la relation entre Mexico et Washington fut bonne jusqu'à la fin de la présidence de Coolidge. Avec le concours d'un prêtre catholique en provenance des États-Unis, Morrow joua également un rôle important dans la résolution de la guerre des Cristeros qui opposait les catholiques révoltés au régime de Calles.
L'occupation américaine du Nicaragua et d'Haïti continua sous l'administration Coolidge mais celui-ci retira les troupes américaines de la République dominicaine en 1924,. Les États-Unis avaient créé dans ce pays une force de police locale afin d'assurer l'ordre sans intervention extérieure de leur part (ce qui n'empêcha pas l'homme désigné pour commander cette police, Rafael Trujillo, de s'emparer du pouvoir au début des années 1930). Coolidge représenta les États-Unis à la 6e conférence pan-américaine à La Havane à Cuba, du 15 au 17 janvier 1928 ; ce fut le seul déplacement international qu'il accomplit sous sa présidence. Lors de ce sommet, il adopta une position conciliante à l'égard des dirigeants latino-américains qui dénonçaient l'ingérence des États-Unis en Amérique centrale et dans les Caraïbes. Coolidge fut le seul président américain en exercice à se rendre à Cuba jusqu'à la visite de Barack Obama sur l'île en 2016.
Sous la direction de l'économiste Edwin W. Kemmerer, les États-Unis dépêchèrent de nombreux experts financiers dans les pays d'Amérique latine afin d'accroître leur influence dans cette région. Avec le soutien du département d'État, Kemmerer négocia des accords avec la Colombie, le Chili et plusieurs autres nations qui toutes acceptèrent de se plier aux recommandations des économistes américains en échange de prêts. Les pays ainsi « kemmerisés » furent les destinataires d'importants flux de capitaux qui augmentèrent fortement leur dépendance commerciale à l'égard de Washington. De fait, le volume des investissements directs américains en Amérique latine passa de 1,26 milliard de dollars en 1920 à 3,52 milliards en 1928.

## Élection présidentielle de 1928
Après l'élection de 1924, nombre d'observateurs s'attendaient à que Coolidge soit candidat pour un nouveau mandat au scrutin de 1928. À l'été 1927, alors qu'il était en vacances, le président déclara pourtant à la surprise générale qu'il ne briguerait pas un second mandat dans un message succinct se limitant à « Je décide de ne pas être candidat »,. Dans ses mémoires, Coolidge expliqua sa décision de ne pas se représenter : « la fonction présidentielle exige un lourd tribut à celui qui l'exerce et à ceux qui l'entourent. Tandis que nous ne devons pas refuser de nous investir au service de notre pays, il est hasardeux de tenter ce qui nous semble être au-delà de nos forces ». Coolidge étant hors course, les spéculations sur le choix du candidat républicain de 1928 se focalisèrent sur le sénateur Charles Curtis du Kansas, le sénateur William Borah de l'Idaho, l'ancien gouverneur de l'Illinois Frank Lowden, le vice-président Dawes, l'ancien secrétaire d'État Hughes et, en particulier, le secrétaire au Commerce Herbert Hoover.